# Dzhayrakhsky (huyện)
Huyện Dzhayrakhsky (tiếng Nga: ? райо́н) là một huyện hành chính tự quản (raion), của Ingushetia, Nga. Huyện có diện tích 621 km², dân số thời điểm ngày 1 tháng 1 năm 2000 là 2900 người. Trung tâm của huyện đóng ở Dzhayrakh.